# Julio Venini
Julio Luis Venini (29 de julio de 1929; La Plata, Argentina - 21 de febrero de 2005; Mar del Plata, Argentina) fue un exfutbolista argentino que se desempeñaba como centrocampista.

## Clubes
| Club                    | País      | Año         |
| ----------------------- | --------- | ----------- |
| Estudiantes de La Plata | Argentina | 1948 - 1950 |
| River Plate             | Argentina | 1951 - 1955 |

## Palmarés

### Campeonatos nacionales
| Título                        | Club        | País      | Año  |
| ----------------------------- | ----------- | --------- | ---- |
| Primera División de Argentina | River Plate | Argentina | 1952 |
| Primera División de Argentina | River Plate | Argentina | 1953 |
| Primera División de Argentina | River Plate | Argentina | 1955 |